# Paul Langerhans (médecin)
 (janvier 2017).
Paul Langerhans est un anatomo-pathologiste et biologiste prussien né le 25 juillet 1847 à Berlin et mort le 20 juillet 1888 à Funchal (Madère).
Il a laissé son nom aux îlots de Langerhans, des cellules pancréatiques produisant l'insuline (cellules bêta) et du glucagon (cellules alpha), qu'il a découvertes au cours de ses études de doctorat à l'Institut pathologique de Berlin en 1869, et aux cellules de Langerhans, des cellules cutanées impliquées dans la réponse immunitaire et caractérisées par des structures cytoplasmiques appelées granules de Birbeck.
Ne pas le confondre (erreur classique) avec son contemporain Theodor Langhans, découvreur de la cellule géante de type Langhans et des cellules de Langhans (trophoblaste), qui publia dans le même journal (Virchow's Archives) et la même année (1868).

## Biographie
Paul Langerhans est né à Berlin le 25 juillet 1847. Son père est le médecin Paul Langerhans. Plus tard, il entra dans le lycée berlinois du monastère franciscain, une école renommée de cette ville. Du fait de ses résultats particulièrement brillants, il fut exempté de l'examen oral final. Il entama ses études médicales à l'université d'Iéna et les paracheva à Berlin.

### Premières contributions scientifiques
En 1868, il décrit différents ensembles de cellules dans l'épiderme ayant une apparence dendritique et les a interprétées à tort comme étant des cellules du système nerveux, car les neurones étaient les seules cellules connues à l'époque à avoir une telle apparence. Ce sont en fait des cellules dendritiques,.

### Décès
À l'automne de 1887, une insuffisance rénale progressive diminue ses activités médicales. Il développe un œdème des membres inférieurs, des maux de tête et une perte de mémoire transitoire. Il s'arrête parfois au milieu d'une phrase et ne peut continuer. Il meurt d'une crise d'urémie, le 20 juillet 1888, cinq jours avant son 41e anniversaire. Il est enterré dans le cimetière britannique de Madère, un endroit qu'il avait choisi, le décrivant comme « un vrai cimetière, isolé et tranquille, un bon endroit pour se reposer. »